# Izba Przemysłowo-Handlowa Województwa Kujawsko-Pomorskiego

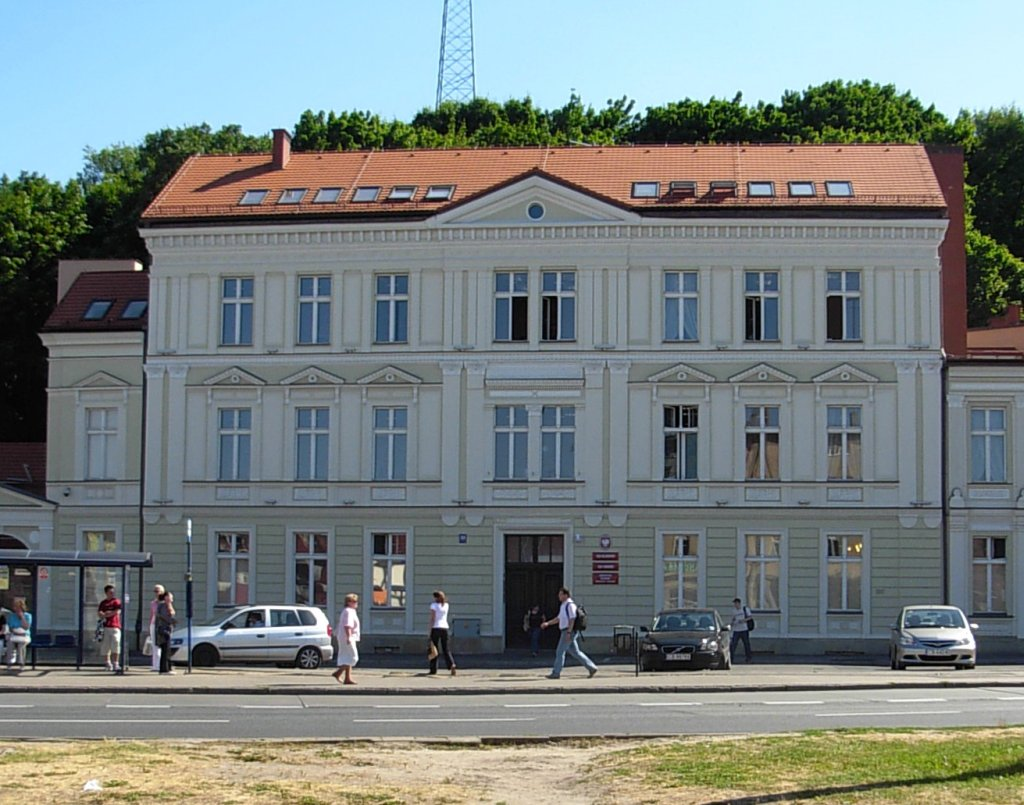
Przedwojenna siedziba Izby Przemysłowo-Handlowej w Bydgoszczy – Nowy Rynek 10, obecnie Prokuratura Rejonowa

Izba Przemysłowo-Handlowa Województwa Kujawsko-Pomorskiego – izba gospodarcza powstała na bazie Pomorskiej Izby Przemysłowo-Handlowej w Bydgoszczy (1875–1933, 1947–1950, od 1988), służąca obronie interesów, rozwoju i poprawie warunków prowadzenia działalności przez podmioty gospodarcze z województwa kujawsko-pomorskiego.

## Historia
W 1849 roku powstała w Bydgoszczy Rada Przemysłowa, która w 1855 r. zorganizowała „Wystawę Bydgoską” ukazującą po raz pierwszy dorobek przedsiębiorców kujawsko-pomorskich. Rada w 1860 r. przekształciła się w Towarzystwo Kupców, które powołało m.in. sąd rozjemczy, rozpatrujący sprawy sporne pomiędzy przedsiębiorcami. 13 maja 1875 r. Towarzystwo zorganizowało w mieście Izbę Handlowo Przemysłową, która reprezentowała interesy uczestników rozwijającego się przemysłu i handlu w Bydgoszczy. Początkowo na 24 członków Izby zasiadał w niej tylko jeden Polak.
Po przejściu Bydgoszczy do odrodzonej II Rzeczypospolitej komisarzem Izby z ramienia rządu polskiego został w 1920 r. mec. Melchior Wierzbicki. Izba była terytorialną organizacją samorządu gospodarczego. W jej skład wchodzili radcowie wybierani przez przedsiębiorstwa i ich zrzeszenia gospodarcze oraz osoby mianowane przez Ministerstwo Przemysłu i Handlu. Izba czuwała nad interesami przemysłu i handlu w okręgu bydgoskim, współpracowała z władzami lokalnymi, pomagała w organizacji szkolnictwa zawodowego. W 1923 r. IPH w Bydgoszczy utworzyła Liceum Handlowe. Siedziba IPH mieściła się w kamienicy przy Nowym Rynku.
30 września 1933 roku na mocy decyzji Rady Ministrów bydgoską Izbę Przemysłowo-Handlową zlikwidowano, a teren jej podporządkowany podzielono pomiędzy Izby: gdyńską i poznańską. Na miejscu powołano ekspozyturę Izby Przemysłowo-Handlowej w Gdyni. Taki stan rzeczy utrzymał się do września 1939 r.
Po II wojnie światowej rozpoczęto odbudowę samorządu gospodarczego na terenie całego kraju w nowej rzeczywistości gospodarczej i społecznej. Początkowo utrzymano układ przedwojenny, czyli: siedziba Izby w Gdyni, a ekspozytura w Bydgoszczy. Pierwsze zebranie plenarne gdyńskiej Izby Przemysłowo-Handlowej miało miejsce 31 maja 1946 r. w sali Bydgoskiego Towarzystwa Wioślarskiego. 21 maja 1947 r. podjęto uchwałę o utworzeniu samodzielnej Pomorskiej Izby Przemysłowo-Handlowej w Bydgoszczy. Pierwsze plenarne zebranie Izby działającej jako instytucja samodzielna odbyło się 30 grudnia 1948 r. Pierwszym prezesem został Stanisław Cylkowski. Wyodrębniono 9 komisji oraz 3 sekcje: Przemysłową, Handlową i Żeglugi Śródlądowej, a od 1949 r. także Biuro Reklamacji Kolejowych i Porad Taryfowych. Terytorialny zasięg działania Izby obejmował ówczesne województwo pomorskie z delegaturami w Grudziądzu, Toruniu i Włocławku. W 1945 r. Izba założyła w Chełmnie Gimnazjum i Liceum Handlowe oraz wspierała Liceum Drogistowskie w Bydgoszczy oraz Gimnazjum i Liceum Handlowe dla Dorosłych w Grudziądzu.
Po wyborach parlamentarnych z 1947 r. wprowadzono doktrynalny socjalizm, oparty na radzieckich wzorcach, spychając izby gospodarcze na margines życia gospodarczego. Zgodnie ze strukturą zarządzania gospodarką, przemysł prywatny podlegał IPH. W praktyce rolę instytucji nadrzędnej w stosunku do sektora prywatnego IPH dzieliła z Dyrekcją Przemysłu Miejscowego. W latach 1945–1950 w Bydgoszczy obecnych było szereg zrzeszeń gospodarczych, m.in. Zrzeszenie Kupców Samodzielnych (1309 członków), Zrzeszenie Kupców Zbożowych (54), Zrzeszenie Prywatnego Przemysłu Drzewnego, Zrzeszenie Prywatnego Przemysłu Farmaceutycznego (350 przedsiębiorstw z całego Pomorza), Zrzeszenie Właścicieli Barek Holowników. Wskutek ustawy o nacjonalizacji przemysłu, jako potencjalni członkowie Izby odpadli przedsiębiorcy, którzy byli właścicielami dużych i średnich zakładów, zatrudniających powyżej 50 pracowników. Izba opierała się zatem prawie wyłącznie na drobnych przedsiębiorcach i kupcach, których liczba z każdym rokiem zmniejszała się wskutek „bitwy o handel”, odcięcia przedsiębiorców od dostaw przemysłu państwowego i innych utrudnień władz. W 1949 roku w województwie pomorskim zlikwidowano 30% stanu przedsiębiorstw handlowych i usługowych. Mniejsze zakłady włączono do rzemiosła lub spółdzielni, a większe wchłonęły przedsiębiorstwa państwowego przemysłu terenowego. Działacze Izby do końca walczyli o zachowanie sektora prywatnego przed zagładą oraz bronili kupców przed represjami.
Likwidacja Pomorskiej Izby Przemysłowo-Handlowej w Bydgoszczy, podobnie jak izb w całym kraju nastąpiła 28 czerwca 1950 r. W ówczesnych warunkach politycznych była ona niewygodnym symbolem epoki kapitalistycznej, który musiał ulec likwidacji wobec wprowadzania w Polsce wzorowanego na sowieckim systemu gospodarczego.
Samorząd gospodarczy w postaci Izb Przemysłowo-Handlowych, mógł odrodzić się dopiero z chwilą upadku PRL i systemu socjalistycznego. W rezultacie przemian polityczno-gospodarczych w 1988 roku utworzono ponownie Izbę Przemysłowo-Handlową w Bydgoszczy, która w 2001 r. stała się Izbą Przemysłowo-Handlową Województwa Kujawsko-Pomorskiego.

## Zadania
Głównym zadaniem Izby Przemysłowo Handlowej jest obrona interesów podmiotów gospodarczych regionu (w szczególności swoich członków) w wielu dziedzinach, np. interpretacji prawa o zamówieniach publicznych, ułatwień dla rozwoju i finansowania lokalnej przedsiębiorczości, pomocy w zwalczaniu nieuczciwej konkurencji. Izba udziela bezpłatnych porad prawnych w zakresie prawa gospodarczego, pomaga znajdować partnerów handlowych, a za pomocą wywiadowni gospodarczej może sprawdzić ich kondycję finansową. Poprzez udział w misjach gospodarczych możliwe jest poszerzenie rynków zbytu za granicą. Izba zapewnia również reklamę, wydając katalogi prezentujące wyroby i usługi swoich członków, które trafiają do środowisk biznesowych na całym świecie.
Izba Przemysłowo-Handlowa Województwa Kujawsko-Pomorskiego posiada partnerów na wszystkich kontynentach, dzięki czemu otrzymuje bieżące informacje gospodarcze i oferty handlowe, które mogą być wykorzystywane przez przedsiębiorstwa regionu.
Poza działalnością gospodarczą Izba Przemysłowo-Handlowa Województwa Kujawsko-Pomorskiego prowadzi kompleksowe szkolenia pracowników firm członkowskich, zwłaszcza z dziedziny zarządzania, prawa, finansów i technik handlu krajowego i zagranicznego.
Każdy członek Izby niezależnie od posiadanego potencjału ekonomicznego ma równe prawa i taki sam wpływ na politykę Izby.

## Struktura organizacyjna
1. Biuro Handlu Zagranicznego – zajmuje się poszukiwaniem partnerów gospodarczych w kraju i za granicą, promocją towarów na obcych rynkach, oceną kondycji potencjalnych kontrahentów, załatwianiem dokumentów i formalności w handlu zagranicznym oraz pomocą w trakcie spotkań z partnerami zagranicznymi;
2. Wydział Informacji i Szkoleń – zajmuje się prowadzeniem szkoleń oraz oferuje raporty handlowe o wybranej firmie, co pozwala zredukować ryzyko kontraktowe;
3. Wydział Promocji i Reklamy – organizuje misje gospodarcze za granicą na wszystkich kontynentach oraz opracowuje katalogi gospodarcze.

## Członkowie
W 2014 r. do Izby Przemysłowo-Handlowej Województwa Kujawsko-Pomorskiego należało 86 członków, w tym firmy produkcyjne, usługowe, banki, agencje finansowe i reklamowe, podmioty samorządowe itd. Większość podmiotów pochodziła z Bydgoszczy i zachodniej części regionu kujawsko-pomorskiego.